# Fervaques
Fervaques (Ausspracheⓘ) ist eine ehemalige französische Gemeinde mit 670 Einwohnern (Stand: 1. Januar 2013), den Fervaquois, im Département Calvados in der Region Normandie.
Am 1. Januar 2016 wurde Fervaques im Zuge einer Gebietsreform zusammen mit 21 benachbarten Gemeinden als Ortsteil in die neue Gemeinde Livarot-Pays-d’Auge eingegliedert.

## Geografie
Fervaques liegt im Pays d’Auge. Rund elf Kilometer nördlich des Ortes befindet sich Lisieux.

## Bevölkerungsentwicklung
| Jahr                             | 1793  | 1836  | 1876 | 1926 | 1946 | 1975 | 1990 | 2013 |
| Einwohner                        | 1.441 | 1.134 | 718  | 575  | 583  | 555  | 551  | 670  |
| Quelle: Cassini, EHESS und INSEE |       |       |      |      |      |      |      |      |

## Sehenswürdigkeiten

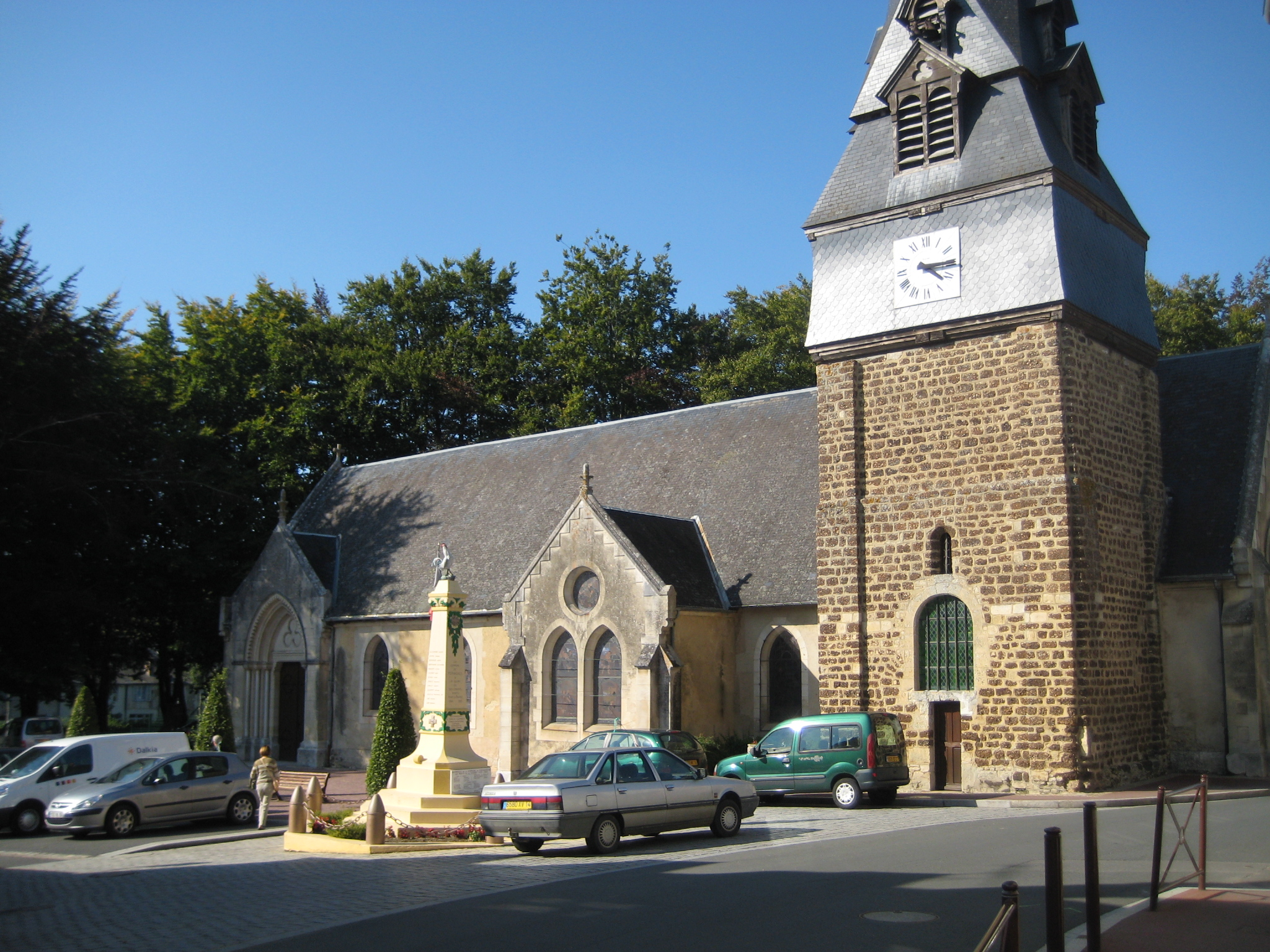
Kirche Saint-Germain

- Schloss Fervaques aus dem 16./17. Jahrhundert, seit 1995 Monument historique[3]
- Herrenhaus aus dem 16. Jahrhundert, seit 1980 Monument historique[4]
- Kirche Saint-Germain aus dem 12. Jahrhundert, seit 2001 Monument historique[5]

Der romanische Turm stammt aus dem 12. Jahrhundert. Im Übrigen ist das Gebäude von einem Umbau in den Jahren 1891 bis 1896 unter der Leitung des Architekten Charles Lucas geprägt: Das Schiff wurde verlängert, der Dachstuhl erneuert, die Apsis umgebaut, der gesamte Chor wiederhergestellt. Neue Fenster aus der Werkstatt der Gebrüder Haussaire (Reims) wurden eingesetzt, zwei Seitenkapellen angebaut, neues Gestühl angeschafft und die Kirche ausgemalt.

## Religion
Die katholische Kirche Saint-Germain gehört zu der 34 Gemeinden umfassenden Pfarrei St. Peter und Paul (St Pierre et St Paul) mit Sitz in Livarot, die im Bezirk „Pays d’Auge Süd“ (secteur Pays d’Auge Sud) des Bistums Bayeux liegt. Gottesdienste finden in Fervaques nur wenige Male im Jahr statt.

## Persönlichkeiten
- Pierre Quantin (1759–1824), General der Artillerie